# Фуляр

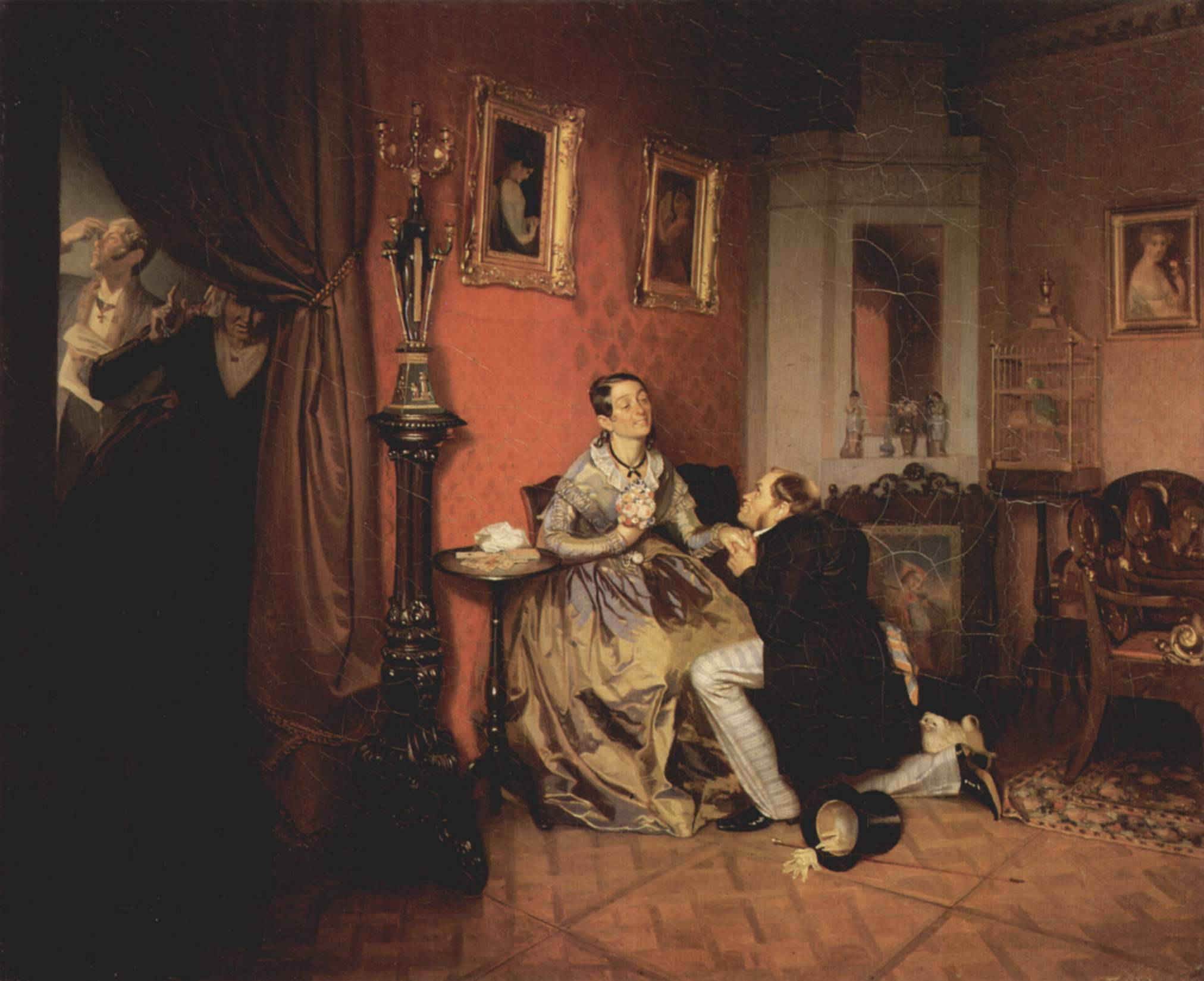
П. А. Федотов. Разборчивая невеста. 1847. Третьяковская галерея. Из заднего кармана фрака жениха по моде торчит цветной фуляр

Фуля́р (фр. foulard от фр. fouler — «топтать, валять») — лёгкая и мягкая первоначально шёлковая, позднее также шерстяная и хлопчатобумажная ткань. Фуляр выпускался однотонным или с орнаментом, обычно растительным или геометрическим. Его использовали для шитья женских платьев, косынок, носовых платков, в связи с чем фулярами стали называть также головные, шейные и носовые платки из этой ткани. В Большом толковом словаре русского языка слово «фуляр» в значении «платок» помечено как устаревшее.
Фуляр изготавливали из некрученых шёлковых нитей различного переплетения самых разных сортов. Самый тонкий фуляр назывался «луизин», сорт «алатолоза» предназначался исключительно для пошива шейных платков. В XIX веке на пике увлечения творчеством Джорджа Байрона и Вальтера Скотта, обращавшихся к образам из шотландских легенд, самым популярным геометрическим орнаментом фуляра была клетка с аллюзией на килты из тартана. Носовые платки по прямому назначению в России начали использовать публично с конца 1830 годов, и с этого времени в моду вошли большие мужские носовые платки, которые полагалось носить заметно, чтобы фуляр торчал из кармана. Мода на пёстрые фуляры прошла после 1856 года, их сменили белый батист или тонкое полотно.
В романе «Идиот» Ф. М. Достоевского в руках князя Мышкина болтается тощий узелок из старого, полинялого фуляра, а фуляровый платочек накинут на голову проходящей мимо Рогожина девушки в старенькой, но приличной тёмной мантильке. В романе «Накануне» И. С. Тургенева в халате из тармаламы, подпоясанный фуляром появляется старый прокурор, а в романе «Отцы и дети» новым жёлтым фуляром помахивает по воздуху Василий Иванович Базаров. В повестях и рассказах А. Н. Толстого фуляр встречается неоднократно: в «Прогулке» Яков Иванович для игры в горелки завязывает себе коричневым фуляром глаза, в «Старой башне» смеющийся Лаптев вытирает глаза красным фуляром, а в «Соревнователе» гость протирает фуляром очки.